# Ulrike Neumann
Ulrike Neumann (* 29. Juli 1945 in Soltau), geb. Fünfstück, ist eine deutsche Politikerin der SPD. Von 1990 bis 2011 war sie Mitglied des Abgeordnetenhauses von Berlin.

## Leben und Beruf
Nach ihrem Realschulabschluss 1962 machte Neumann eine Ausbildung als technische Zeichnerin, welche sie 1964 abschloss. In diesem Bereich war sie bis 1978 beruflich tätig, bis sie im Zeitraum von 1979 bis 1981 am Berlin-Kolleg das Abitur nachholte. Anschließend studierte sie an der Freien Universität Berlin Rechtswissenschaften. Neumann hat eine erwachsene Tochter.

## Politik
1975 trat Neumann der SPD bei. Hier war sie unter anderem von 1984 bis 1985 Vorsitzende der Abteilung 2 im Bezirk Steglitz und von 1984 bis 2004 Landesparteitagsdelegierte. Von 1985 bis 1990 gehörte sie der Bezirksverordnetenversammlung im Bezirk Steglitz an. Von 1990 bis 2011 gehörte Neumann dem Berliner Abgeordnetenhaus an und vertrat dort den Wahlkreis Südende (Steglitz-Zehlendorf).
Ihre politischen Schwerpunkte sind die Bereiche der Arbeitsmarkt-, Kultur-, Rechts- und Frauenpolitik. So war sie unter anderem von 1994 bis 2006 und von 2009 bis 2011 frauenpolitische Sprecherin.

## Weitere Mitgliedschaften
Neumann ist Mitglied der Gewerkschaft ver.di, der Arbeiterwohlfahrt (AWO) und der Überparteilichen Frauen (ÜPFI).